# Tephritis annuliformis
Tephritis annuliformis
 es una especie de insecto díptero del género Tephritis, familia Tephritidae. Wang lo describió en 1990.
Se encuentra en China.